# Skate America 1986
Navigation
Édition précédente Édition suivante
Le Skate America est une compétition internationale de patinage artistique qui se déroule du 16 au 19 octobre 1986 au Cumberland County Civic Center de Portland (Maine) aux États-Unis. Il accueille des patineurs amateurs de niveau senior dans quatre catégories: simple messieurs, simple dames, couple artistique et danse sur glace.
Le sixième Skate America est organisé à l'automne 1986 à la Cross Insurance Arena de Portland dans l’État américain du Maine.

## Résultats

### Messieurs
| Rang | Nom                   | Pays                 | Points | Fig. impo. | Prog. court | Prog. libre |
| ---- | --------------------- | -------------------- | ------ | ---------- | ----------- | ----------- |
| 1    | Brian Boitano         | États-Unis           | 2.6    | 2          | 1           | 1           |
| 2    | Viktor Petrenko       | Union soviétique     | 5.2    | 4          | 2           | 2           |
| 3    | Daniel Doran          | États-Unis           | 6.0    | 3          | 3           | 3           |
| 4    | Grzegorz Filipowski   | Pologne              | 9.0    | 5          | 5           | 4           |
| 5    | Heiko Fischer         | Allemagne de l'Ouest | 11.2   | 1          | 9           | 7           |
| 6    | Matthew Hall          | Canada               | 12.0   | 7          | 7           | 5           |
| 7    | Paul Wylie            | États-Unis           | 12.8   | 6          | 8           | 6           |
| 8    | Tatsuya Fujii         | Japon                | 18.2   | 11         | 4           | 10          |
| 9    | Cameron Medhurst      | Australie            | 20.2   | 10         | 13          | 9           |
| 10   | Philippe Roncoli      | France               | 20.8   | 14         | 11          | 8           |
| 11   | Oliver Höner          | Suisse               | 21.2   | 8          | 6           | 14          |
| 12   | Alessandro Riccitelli | Italie               | 22.4   | 9          | 15          | 11          |
| 13   | Jaimee Eggleton       | Canada               | 23.8   | 13         | 10          | 12          |
| 14   | Peter Johansson       | Suède                | 26.8   | 15         | 12          | 13          |
| 15   | Oula Jääskeläinen     | Finlande             | 27.8   | 12         | 14          | 15          |

### Dames
| Rang | Nom                | Pays                 | Points | Fig. impo. | Prog. court | Prog. libre |
| ---- | ------------------ | -------------------- | ------ | ---------- | ----------- | ----------- |
| 1    | Tiffany Chin       | États-Unis           | 3.4    | 1          | 2           | 2           |
| 2    | Tonya Harding      | États-Unis           | 6.2    | 8          | 1           | 1           |
| 3    | Agnès Gosselin     | France               | 6.6    | 4          | 3           | 3           |
| 4    | Tracey Damigella   | États-Unis           | 7.2    | 2          | 5           | 4           |
| 5    | Patricia Schmidt   | Canada               | 12.6   | 3          | 7           | 8           |
| 6    | Claudia Villiger   | Suisse               | 13.0   | 5          | 10          | 6           |
| 7    | Patricia Neske     | Allemagne de l'Ouest | 13.4   | 6          | 12          | 5           |
| 8    | Pamela Giangualano | Canada               | 13.6   | 7          | 6           | 7           |
| 9    | Natalia Gorbenko   | Union soviétique     | 17.0   | 9          | 4           | 10          |
| 10   | Sachie Yuki        | Japon                | 18.6   | 10         | 9           | 9           |
| 11   | Tamara Teglassy    | Hongrie              | 22.0   | 13         | 8           | 11          |
| 12   | Željka Čižmešija   | Yougoslavie          | 24.0   | 11         | 11          | 13          |
| 13   | Lotta Falkenback   | Suède                | 24.4   | 12         | 13          | 12          |
| 14   | Pauline Lee        | Taipei chinois       | 28.0   | 14         | 14          | 14          |

### Couples
| Rang | Nom                               | Pays             | Points | Prog. court | Prog. libre |
| ---- | --------------------------------- | ---------------- | ------ | ----------- | ----------- |
| 1    | Katy Keely / Joseph Mero          | États-Unis       | 2.2    | 3           | 1           |
| 2    | Denise Benning / Lyndon Johnston  | Canada           | 2.8    | 2           | 2           |
| 3    | Liudmila Koblova / Andrei Kalitin | Union soviétique | 3.4    | 1           | 3           |
| 4    | Laurene Collin / John Penticost   | Canada           | 5.6    | 4           | 4           |
| 5    | Kristi Yamaguchi / Rudy Galindo   | États-Unis       | 7.0    | 5           | 5           |
| 6    | Lori Blasko / Todd Sand           | États-Unis       | 8.4    | 6           | 6           |
| 7    | Cheryl Peake / Andrew Naylor      | Royaume-Uni      | 9.8    | 7           | 7           |

### Danse sur glace
Danse imposée 1 : Valse Westminster. Danse imposée 2 : Yankee Polka. Danse imposée 3 : Rhumba.
| Rang | Nom                                     | Pays        | Points | Danses Imposées | Danse Originale | Danse Libre |
| ---- | --------------------------------------- | ----------- | ------ | --------------- | --------------- | ----------- |
| 1    | Isabelle Duchesnay / Paul Duchesnay     | France      | 3.0    | 2               | 2               | 1           |
| 2    | Suzanne Semanick / Scott Gregory        | États-Unis  | 3.0    | 1               | 1               | 2           |
| 3    | Jo-Anne Borlase / Scott Chalmers        | Canada      | 6.0    | 3               | 3               | 3           |
| 4    | Jodie Balogh / Jerod Swallow            | États-Unis  | 8.6    | 5               | 4               | 4           |
| 5    | Jill Heiser / Michael Verlich           | États-Unis  | 9.4    | 4               | 5               | 5           |
| 6    | Stefania Calegari / Pasquale Camerlengo | Italie      | 12.0   | 6               | 6               | 6           |
| 7    | Elizabeth Coates / Alan Abretti         | Royaume-Uni | 14.0   | 7               | 7               | 7           |
| 8    | Melanie Cole / Martin Smith             | Canada      | 16.0   | 8               | 8               | 8           |
| 9    | Ursula Howlik / Herbert Howlik          | Autriche    | 18.0   | 8               | 8               | 8           |

## Sources
- (en) « The 1986 Skate America International Competition », sur skateguard1.blogspot.com
- (en) « '86 SKATE AMERICA », sur usfsa.xmlmanager.qg.com
- Patinage Magazine N°1 (Décembre 1986-Janvier 1987)
- Patinage Canada registre des résultats
- Videos Sport / Lezin Videos - Messieurs
- Videos Sport / Lezin Videos - Dames
- Videos Sport / Lezin Videos - Couples
- Videos Sport / Lezin Videos - Danse